# Darevskia rostombekowi
Espèce
Synonymes
- Lacerta saxicola rostombekowi Darevsky, 1957
- Lacerta rostombekovi Darevsky, 1957
- Darevskia rostombekovi (Darevsky, 1957)

Statut de conservation UICN

 EN B1ab(i,iii) : En danger
Darevskia rostombekowi est une espèce de sauriens de la famille des Lacertidae.

## Répartition
Cette espèce se rencontre dans le nord de l'Arménie et dans l'ouest de l'Azerbaïdjan.

## Description
Cette espèce est parténogenique. Elle est le résultat de l'hybridation inter-spécifique entre les espèces bisexuelles Darevskia portschinskii et Darevskia raddei selon Murphy, Fu, MacCulloch, Darevsky et Kupriyanova.

## Étymologie
Cette espèce est nommée en l'honneur du biologiste géorgien V. N. Rostombekov,.

## Publication originale
- Darevsky, 1957 : Fauna amphiby i presmykajushchikhsya Armenii i ego zoogeografichesky analiz (Systematics and ecology of rock lizards (Lacerta saxicola Eversmann) in Armenia). Zoologicheskii Sbornik, Akademiya Nauk Armyanskoi SSR, vol. 10, p. 27-57.